# Римские свидания
«Римские свидания»  (англ. All Roads Lead to Rome) —  американская романтическая комедия, снятая шведским режиссёром Эллой Лемхаген. 
Фильм впервые был показан 16 декабря 2015 года на Международном кинофестивале в Дубае. 
В США фильм вышел 5 февраля 2016 года; в России —	на день раньше американского проката.

## Сюжет
Солнце Рима и море Тосканы ждут Мэгги и её непутёвую дочь Саммер, которую мать увезла из Штатов, спасая от правосудия и негативного влияния бойфренда. Но не всё оказывается так радужно и здесь. Мэгги неожиданно встречает свою  любовь из прошлого - красавца Луку, а его эксцентричная мать подговаривает Саммер к побегу в Рим.

## В ролях
- Сара Джессика Паркер — Мэгги[3][5][6]
- Рози Дэй —  Саммер[5][6]
- Рауль Бова —  Лука[3][6]
- Клаудия Кардинале —  Кармен[3][6]
- Пас Вега —  Джулия Карни[3][6]
- Надир Каселли[итал.] —  Валентина
- Шел Шапиро[итал.] —  Марчеллино
- Росио Муньос[итал.] —  Эрменеджильда

## Критика и отзывы
На сайте Rotten Tomatoes фильм имеет лишь 16 %  положительных отзывов и рейтинг 2,2 из 5, что в целом характеризует отношение зрителей как негативное.
Автор Variety Скотт Тобиас обвиняет сценарий Джоша Аппиньянези и  Синди Майерс в усталой иронии и надуманной абсурдности. 

Обозреватель Борис Иванов характеризует фильм Лемхаген как «второсортный международный ромком, лучшие сцены которого не имеют отношения к романтике».